# Matyáš Vojta
Matyáš Vojta (Praga, 26 febbraio 2004) è un calciatore ceco, attaccante dello Mladá Boleslav.

## Carriera

### Club
Vojta è cresciuto nel settore giovanile dello Slavoj Vyšehrad, dove ha militato dal 2019 al 2020 fatta eccezione per un breve periodo in prestito allo Sparta Praga. Ha fatto il suo esordio il 14 novembre 2020 nell'incontro di Fotbalová národní liga perso 3-0 contro il Chrudim.
Nel 2022 è stato acquistato dallo Mladá Boleslav che lo ha assegnato alla propria squadra B. Ha fatto il suo esordio in massima divisione ceca un anno più tardi, nell'incontro perso 2-0 contro il Baník Ostrava.
Nel gennaio del 2024 è stato ceduto in prestito al Varnsdorf dove ha disputato sei mesi di ottimo livello segnando 7 reti in 13 incontri. Rientrato allo Mladá è stato confermato in rosa ed il 27 ottobre ha segnato il primo gol in 1. liga nel pareggio casalingo per 1-1 contro il Karviná.

### Nazionale
Ha giocato con la nazionale ceca Under-19.

## Statistiche

### Presenze e reti nei club
Statistiche aggiornate al 6 maggio 2025.
| Stagione                | Squadra                 | Campionato              | Campionato | Campionato | Coppe nazionali | Coppe nazionali | Coppe nazionali | Coppe continentali | Coppe continentali | Coppe continentali | Altre coppe | Altre coppe | Altre coppe | Totale | Totale | Totale |
| Stagione                | Squadra                 | Comp                    | Pres       | Reti       | Comp            | Pres            | Reti            | Comp               | Pres               | Reti               | Comp        | Pres        | Reti        | Pres   | Reti   |        |
| ----------------------- | ----------------------- | ----------------------- | ---------- | ---------- | --------------- | --------------- | --------------- | ------------------ | ------------------ | ------------------ | ----------- | ----------- | ----------- | ------ | ------ | ------ |
| 2020-2021               | Slavoj Vyšehrad         | FNL                     | 10         | 0          | CRC             | 0               | 0               | -                  | -                  | -                  | -           | -           | -           | 10     | 0      |        |
| 2021-2022               | Slavoj Vyšehrad         | CFL                     | 12         | 2          | CRC             | 1               | 0               | -                  | -                  | -                  | -           | -           | -           | 13     | 2      |        |
| Totale Slavoj Vyšehrad  | Totale Slavoj Vyšehrad  | Totale Slavoj Vyšehrad  | 22         | 2          |                 | 1               | 0               |                    | -                  | -                  |             | -           | -           | 23     | 2      |        |
| 2022-2023               | Mladá Boleslav B        | CFL                     | 22         | 10         | -               | -               | -               | -                  | -                  | -                  | -           | -           | -           | 22     | 10     |        |
| 2023-2024               | Mladá Boleslav B        | CFL                     | 10         | 6          | -               | -               | -               | -                  | -                  | -                  | -           | -           | -           | 10     | 6      |        |
| 2023-gen. 2024          | Mladá Boleslav          | 1L                      | 1          | 0          | CRC             | 1               | 0               | -                  | -                  | -                  | -           | -           | -           | 2      | 0      |        |
| gen.-giu. 2024          | Varnsdorf               | FNL                     | 13         | 7          | CRC             | 0               | 0               | -                  | -                  | -                  | -           | -           | -           | 13     | 7      |        |
| 2024-2025               | Mladá Boleslav B        | CFL                     | 5          | 0          | -               | -               | -               | -                  | -                  | -                  | -           | -           | -           | 5      | 0      |        |
| Totale Mladá Boleslav B | Totale Mladá Boleslav B | Totale Mladá Boleslav B | 37         | 16         |                 | -               | -               |                    | -                  | -                  |             | -           | -           | 37     | 16     |        |
| 2024-2025               | Mladá Boleslav          | 1L                      | 24         | 10         | CRC             | 2               | 0               | UECL               | 7                  | 2                  | -           | -           | -           | 33     | 12     |        |
| Totale Mladá Boleslav   | Totale Mladá Boleslav   | Totale Mladá Boleslav   | 25         | 10         |                 | 3               | 0               |                    | 7                  | 2                  |             | -           | -           | 35     | 14     |        |
| Totale carriera         | Totale carriera         | Totale carriera         | 97         | 35         |                 | 4               | 0               |                    | 7                  | 2                  |             | -           | -           | 108    | 37     |        |